# Куммер, Эрнст Эдуард
Эрнст Эдуард Куммер (нем. Ernst Eduard Kummer; 29 января 1810 — 14 мая 1893) — немецкий математик, наиболее значительные труды относятся к алгебре и теории чисел.
Член Берлинской академии наук (1855), иностранный член Петербургской Академии наук (1862), Лондонского Королевского общества (1863) и Парижской Академии наук (1868).

## Биография
Куммер родился в прусском городе Зорау (сейчас это город Жары в Польше), в семье врача. В раннем возрасте лишился отца, но героические усилия матери помогли талантливому юноше получить образование.
В 1828 году Куммер поступил в университет Галле, где изучал математику, теологию и философию. В 1831 году окончил университет. За одну из работ по математическому анализу университет присудил ему докторскую степень. Следующие 10 лет Куммер преподавал математику и физику в высшей гимназии Лигница (ныне Лигнице). Среди его учеников был Кронекер, дружбу с которым он сохранил на всю жизнь. В это время Куммер обратил на себя внимание научного мира публикацией нескольких работ по гипергеометрическим рядам. В 1839 году его избрали в Берлинскую Академию наук.
В 1840 году женился на двоюродной сестре Дирихле (умерла в 1848 году). В 1842 году по рекомендации Дирихле и Якоби Куммер получил кафедру профессора математики в Бреслау (ныне Вроцлав).
В 1855 году Куммер переехал в Берлин, где преподавал в Берлинском университете. Куммер помог перебраться туда Вейерштрассу, после чего берлинская математическая школа становится одной из ведущих в Европе.
В 1890 году ушёл в отставку и 3 года спустя умер.

## Научная деятельность
Куммер внёс вклад в анализ, теорию алгебраических чисел, геометрию, теоретическую механику.
В анализе он продолжил работы Гаусса по гипергеометрическим рядам. Его имя носит известный признак сходимости.
В теории чисел он с 1837 года много занимался Великой теоремой Ферма и доказал её для целого класса простых показателей. Проблему он не решил, но в ходе исследования получил множество ценных результатов, например, открыл идеальные числа и описал их необычные свойства (1846). За эти работы он получил Большой приз Парижской Академии наук (1857).
Куммер также доказал закон взаимности для всех степенных вычетов с простым показателем. Продвинуться дальше удалось только Гильберту спустя несколько десятилетий.
Среди учеников Куммера, кроме упомянутого Кронекера, были такие известные математики, как П. Дюбуа-Реймон, П. Гордан, К. Г. А. Шварц и Г. Кантор.